# Boulogne-sur-Mer
Boulogne-sur-Mer [buloň syr mér] je přístavní město v severní Francii, v departementu Pas-de-Calais, na pobřeží Lamanšského průlivu a asi 25 km jihozápadně od Calais. Město je největší rybářský přístav ve Francii.
V roce 2016 mělo město 41 669 obyvatel, celá metropolitní oblast kolem 135 tisíc obyvatel.

## Historie
Keltský přístav se nazýval Gesoriacum, Římané jej nazývali Portus Itius nebo Portus Britannicus a na vyvýšeném místě postavili město, které nazvali Bononia tj. Boloňa. Při přípravě výpravy do Británie dal na tomto strategickém místě císař Caligula postavit maják. Od 4. století se městu říkalo prostě Bononia a sloužilo jako hlavní přístav pro plavby do Británie a domovský přístav flotily classis Britannica. Vedlo sem několik římských silnic, které Bononii spojovaly s Kolínem nad Rýnem (Via Belgica) a dalšími městy.
Ve středověku bylo město a hrad sídlem hraběte a Balduin II. Flanderský († 918) postavil na návrší hrad, který jeho potomci ve 13. století přestavěli na zámek. Za Křížových válek se Balduin z Boulogne jako Balduin I. Jeruzalémský (1060–1118) stal prvním jeruzalémským králem. V roce 1097 převzal město Tarsus, kde si s pomocí buloňských pirátů vybudoval vlastní posádku. Na pozvání knížete Thorose z Edessy, který ho přijal za syna, se vydal se svým vojskem dál na východ a roku 1098 se stal prvním hrabětem z Edessy.
Raně středověká bazilika Panny Marie se stala tak oblíbeným poutním místem, že král Filip V. dal u Paříže postavit jeho kopii "Malou Boulogne", dnešní Boulogne-Billancourt. Anglický král Jindřich VIII. Tudor s podporou císaře Karla V. v roce 1544 Boulogne oblehl a dobyl, teprve roku 1550 se město vrátilo do francouzského království. V letech 1567–1801 bylo Boulogne sídlem biskupa.
Roku 1801 zaútočil admirál Horatio Nelson na francouzské loďstvo v Boulogne bez úspěchu a téhož roku bylo mezi Anglií a Francií vyjednáno příměří. Roku 1804 chystal císař Napoleon Bonaparte tažení do Anglie a shromáždil zde armádu 150 tisíc mužů, když mu ale o rok později Rakousko vyhlásilo válku, musel ji přesunout k Dunaji.
Město je významné pro esperantské hnutí, protože se v něm roku 1905 konal první esperantský kongres. Při příležitosti tohoto kongresu byla přijata Buloňská deklarace, která nese název města a definuje základní principy esperantismu.

## Památky
- Městské hradby v délce asi 1500 m se 17 věžemi a 4 branami.
- Hradní věž (donjon) ze 12. století je znakem města, je zde umístěno muzeum keltských nálezů.
- Středověký hrad na římských základech s muzeem starověkého, hlavně egyptského umění.
- Bazilika Panny Marie, klasicistická stavba se dvěma věžemi v průčelí a s kopulí vysokou 100 m. Stojí na místě starších staveb, rozsáhlá krypta je středověkého původu s římskými základy.
- Gotický kostel svatého Mikuláše se sochami z 15. století.
- Mořská expozice a akvárium Nausikaa.

### Galerie

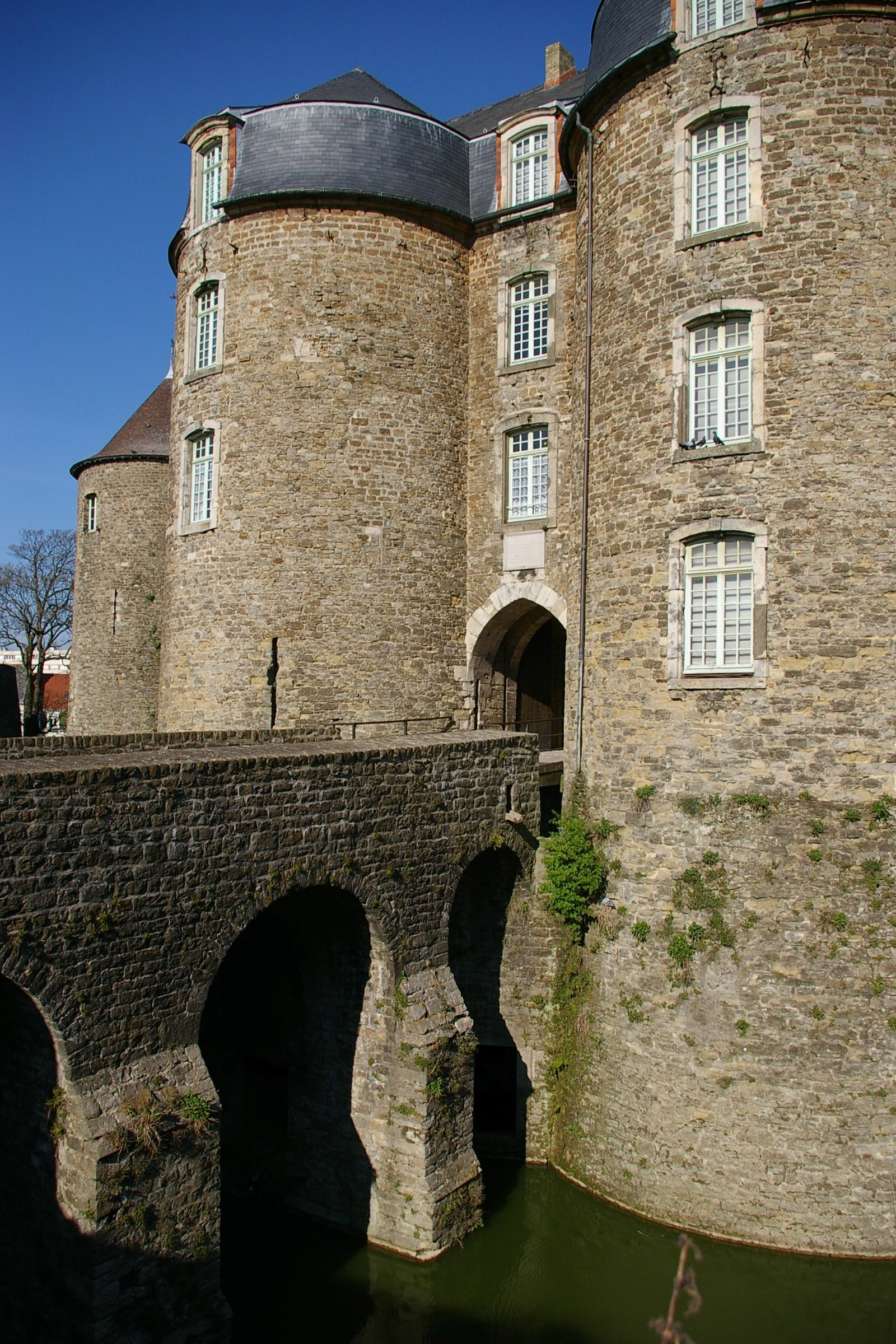
Vstup do zámku s muzeem
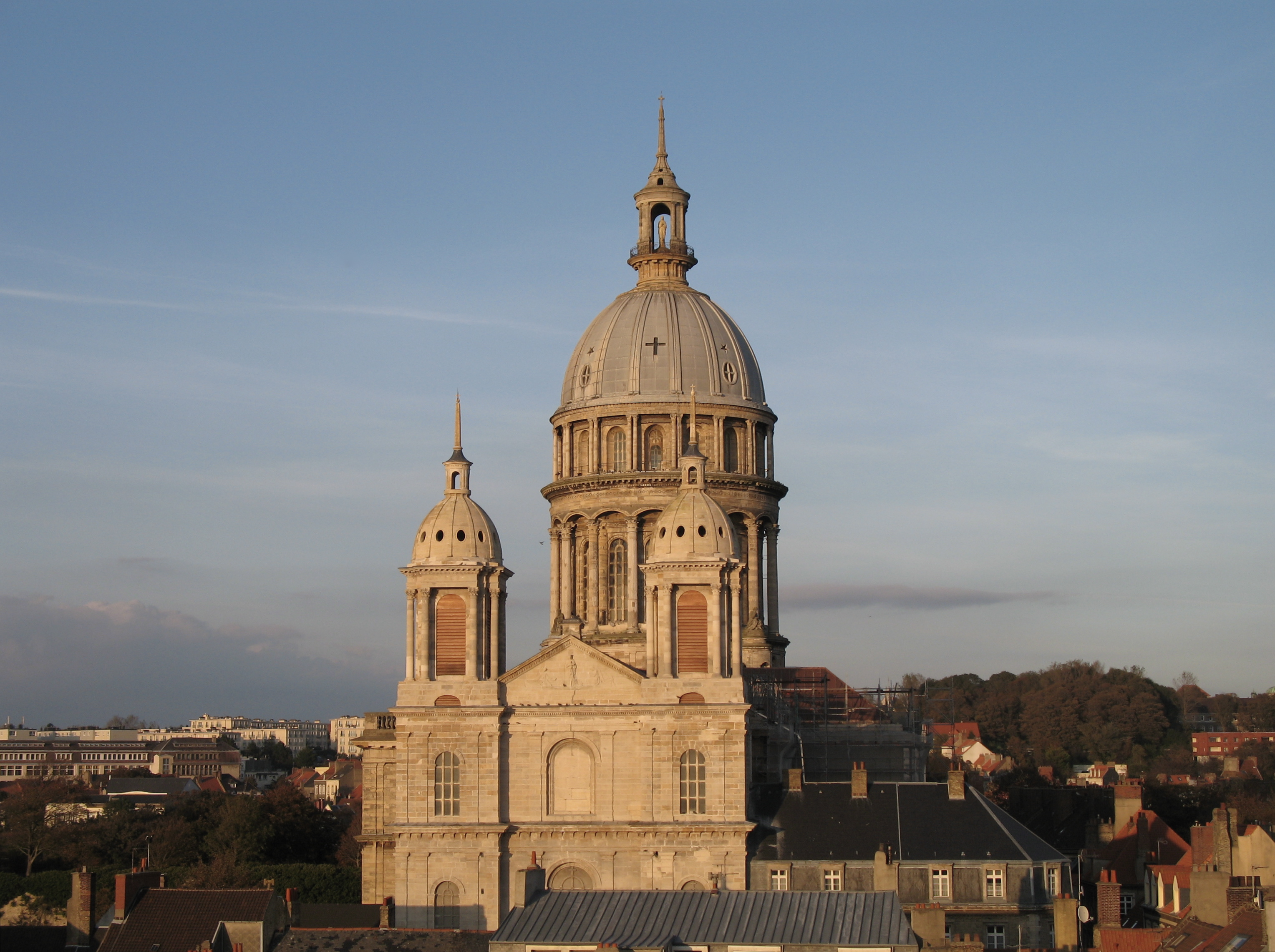
Bazilika P.Marie
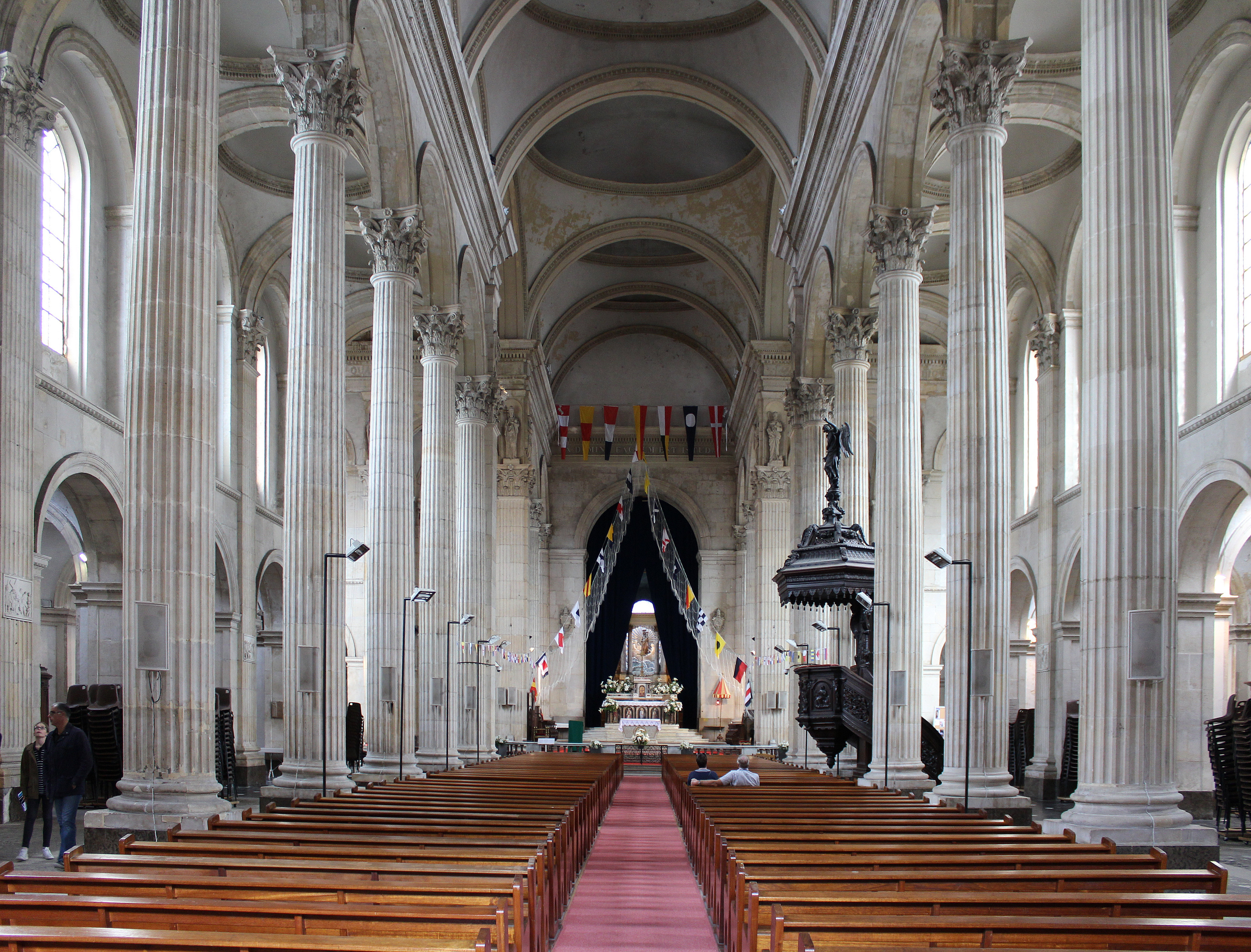
Bazilika, interiér
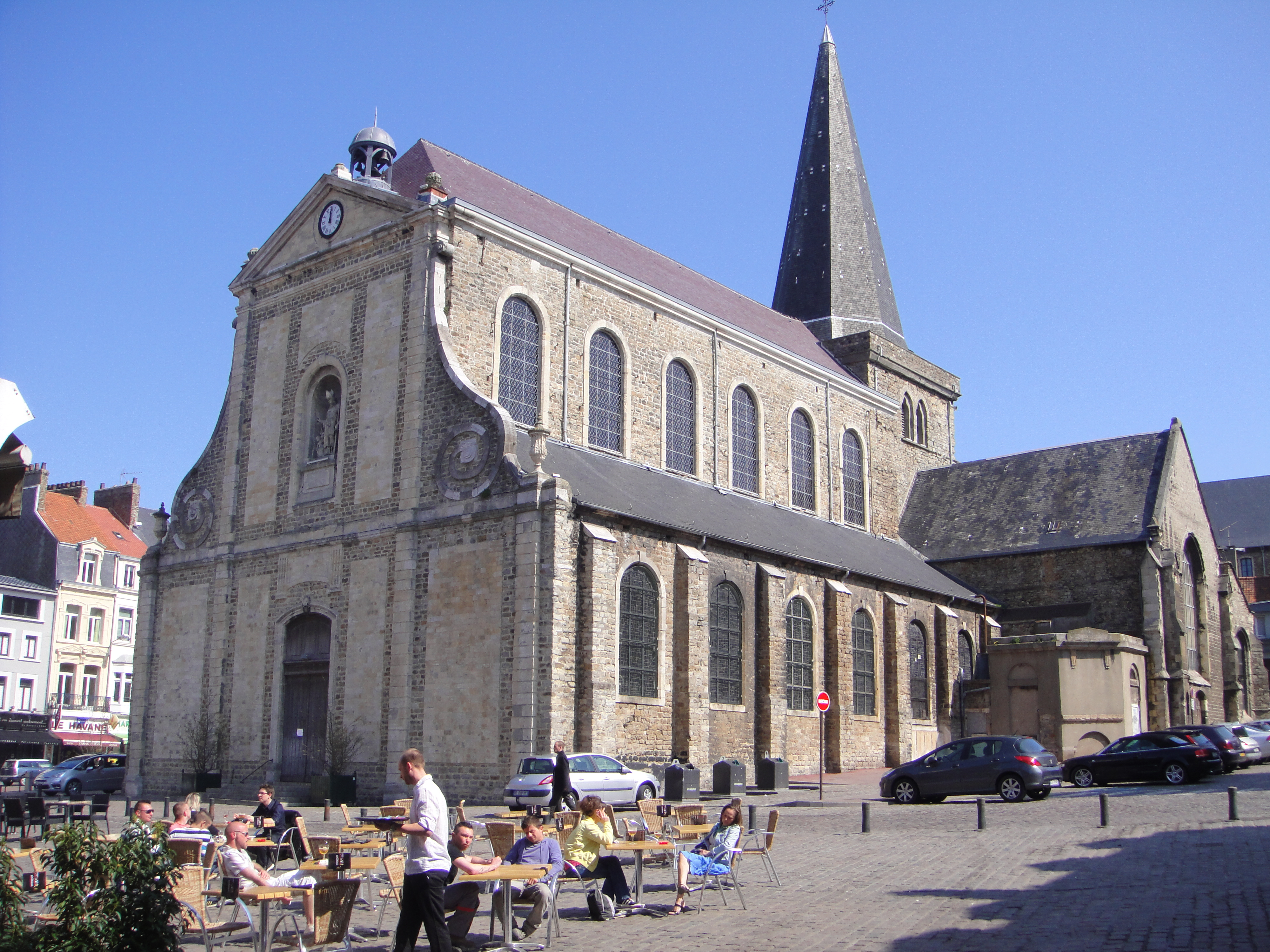
Kostel sv. Mikuláše
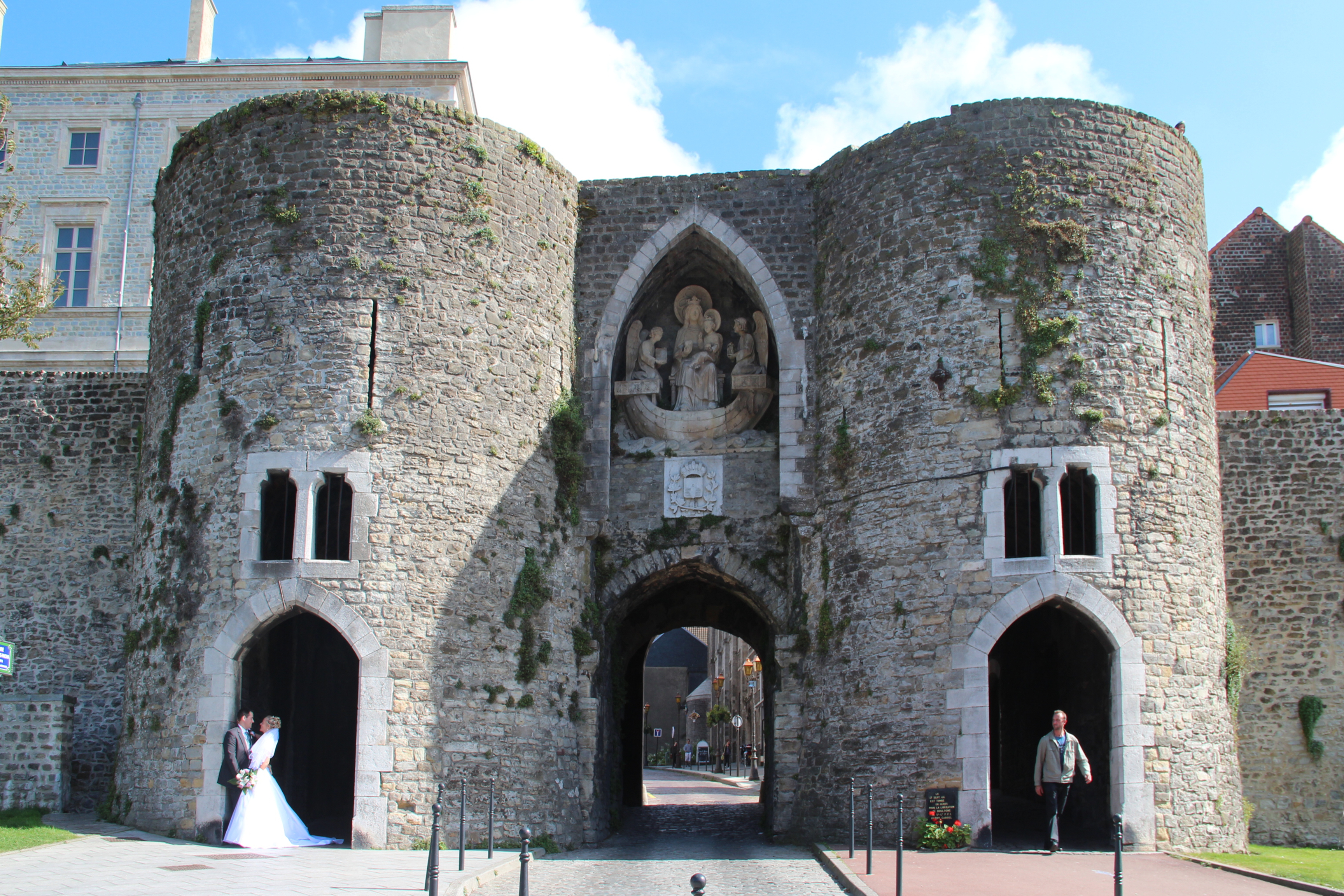
Porte des Dunes
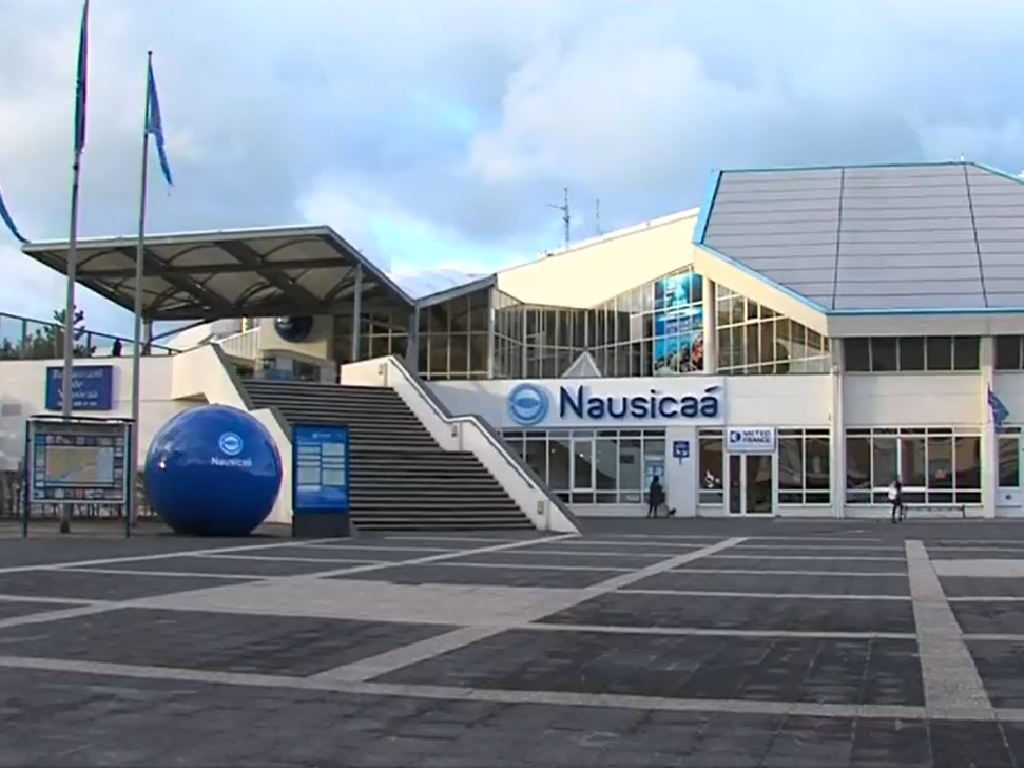
Muzeum a výzkumné středisko moře Nausicaa

## Osobnosti města
- Godefroy z Bouillonu (1060-1100), lotrinský vévoda a jeden z vůdců první křížové výpravy
- Matylda z Boulogne (1105-1152), anglická královna
- José de San Martín (1778-1850), jeden z vůdců latinskoamerického boje za nezávislost na Španělsku
- Charles Augustin Sainte-Beuve (1804-1869), literární kritik
- Alexandre Guilmant (1837-1911), skladatel a varhaník
- Henri Émile Sauvage (1842-1917), paleontolog, ichtyolog a herpetolog
- Félicien Menu de Ménil(1860-1930), esperantista
- John McCrae (1872-1918), kanadský chirurg a autor básně In Flanders fields (V polích flanderských)
- Georges Mathieu (1921-2012), malíř
- Olivier Latry (* 1962), varhaník
- Jean-Pierre Papin (* 1963), fotbalista
- Franck Ribéry (* 1983), fotbalista

## Vývoj počtu obyvatel
Počet obyvatel

## Partnerská města
- Constanta, Rumunsko
- Folkestone, Velká Británie
- Gdaňsk, Polsko
- La Plata, Argentina
- Safi, Maroko
- Zweibrücken, Německo